# Shatabdi Express

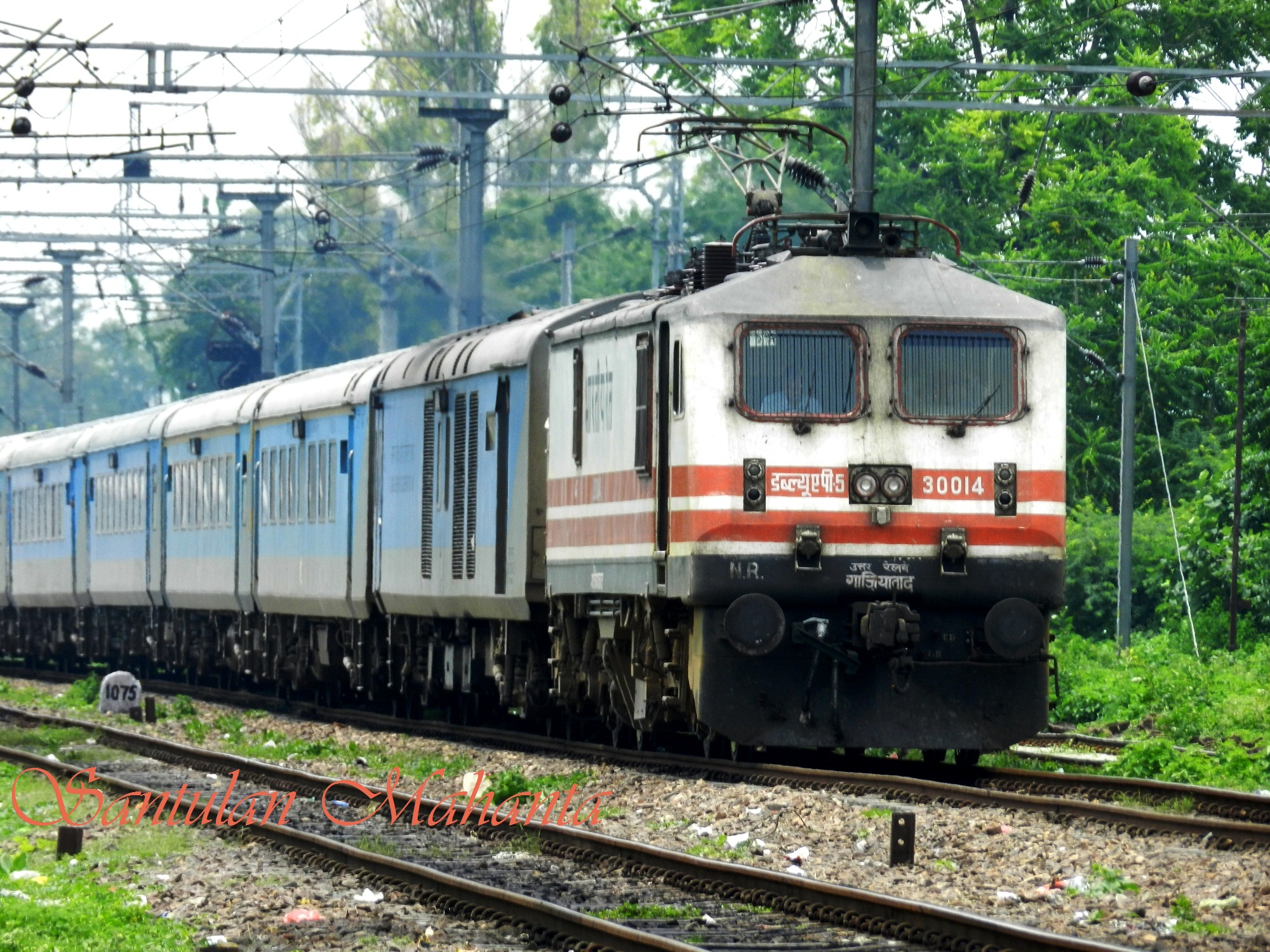
Zug Nr. 12004 Swarn Shatabdi unterwegs von Neu-Delhi nach Lucknow. Lokomotive WAP-5 mit LHB-Wagen

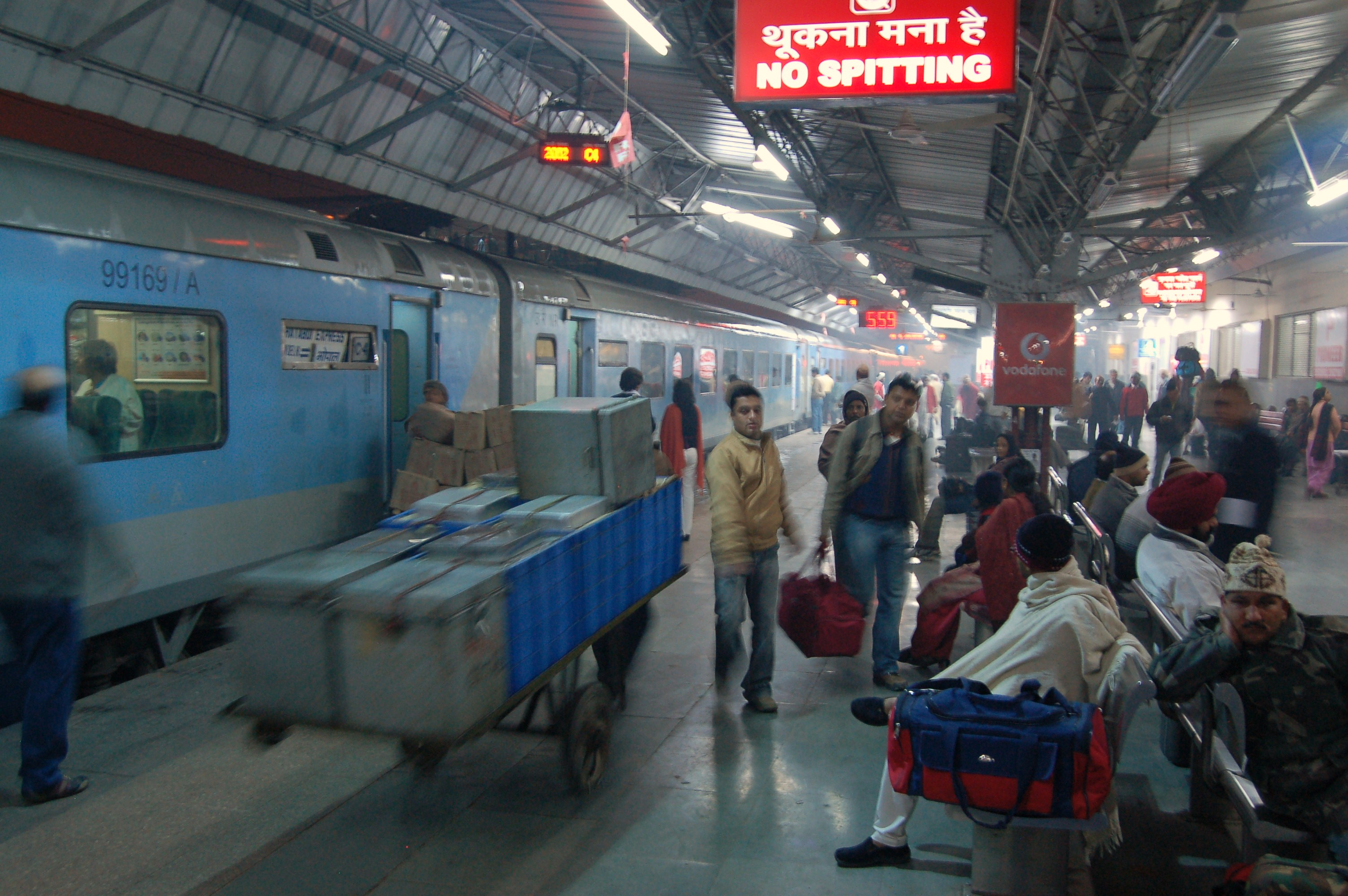
Bhopal Shatabdi in Neu-Delhi kurz vor Abfahrt (2008)

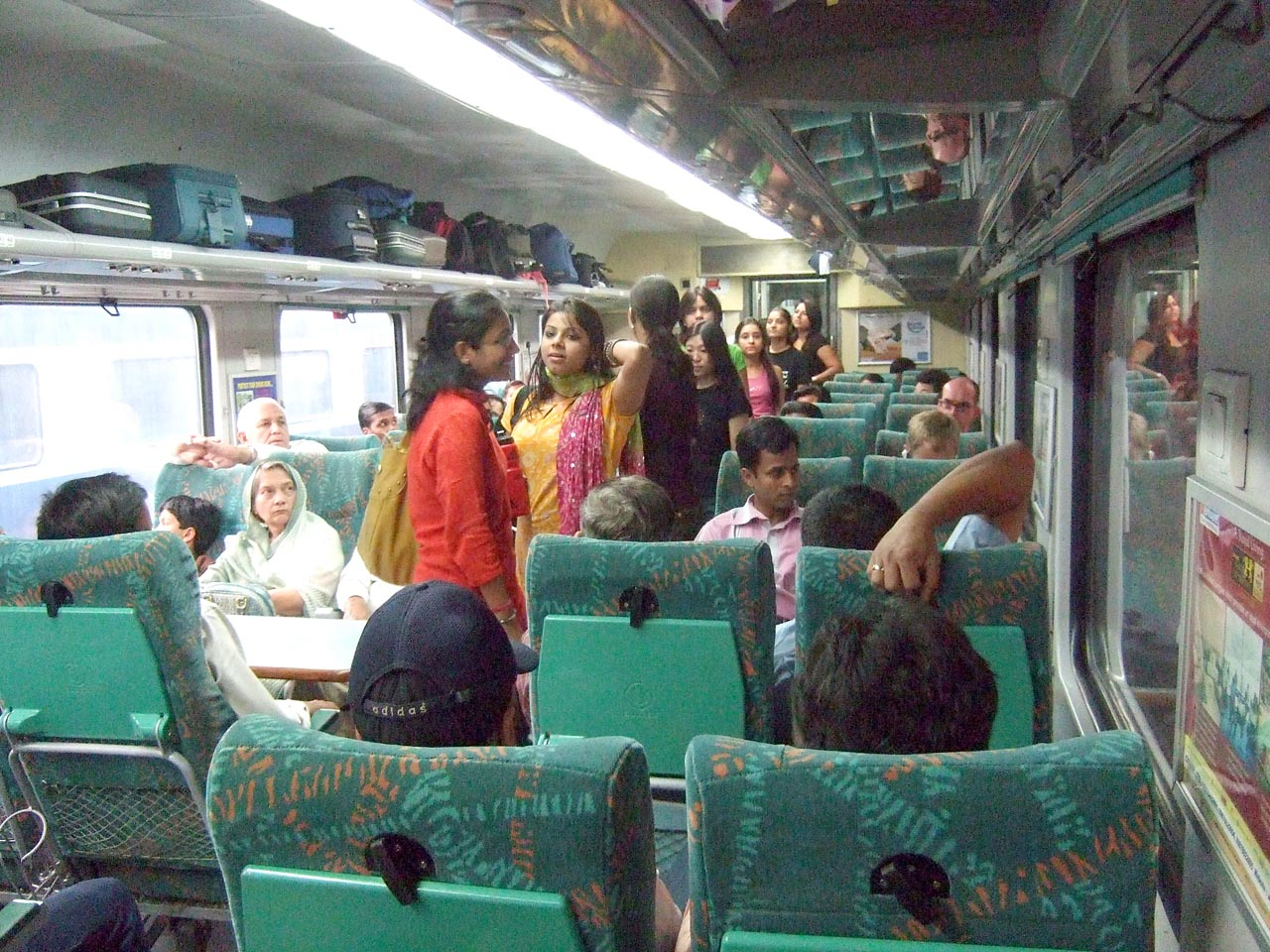
Innenansicht eines LHB-Wagens (2008)

Der Shatabdi-Express (Hindi: शताब्दी रेल, śatābdī rel, Shatabdi Rail) ist eine Schnellzug-Gattung der Indischen Eisenbahn, die für Schnelligkeit, Pünktlichkeit und Komfort steht. Die Züge erreichen eine Durchschnittsgeschwindigkeit zwischen 50 und 90 km/h, legen nur wenige Zwischenhalte ein, bieten eine Sitzplatzgarantie durch Platzreservierung, führen nur klimatisierte Wagen und bieten Verpflegung am Platz. 
Ausgehend von den Metropolen Chennai, Kalkutta mit dem Bahnhof Howrah, Mumbai und Neu-Delhi werden wichtige Großstädte und Wirtschaftsregionen auf meist elektrifizierten Strecken bedient, die etwa eine halbe Tagesreise entfernt liegen. Der durchschnittliche Fahrpreis beträgt weniger als zwei Indische Rupien je Kilometer.

## Zugtypen
Die Züge werden auf den elektrischen Strecken meist von WAP-7, seltener von WAP-5 geführt, auf Strecken ohne Fahrleitung kommen Diesellokomotiven der Baureihen WDM-3A, WDP-4B und WDP-4D zum Einsatz. Das Wagenmaterial besteht bei fast allen Shatabdi-Zügen aus LHB-Wagen. Diese wurden von Linke-Hofmann-Busch (LHB), heute Alstom Transport Deutschland, Ende der 1990er-Jahre entwickelt und werden seit 2000 bei der Indischen Eisenbahn eingesetzt. Einige mit Diesellokomotiven bespannte Shatabdi-Züge verkehren noch mit Wagen aus der Integral Coach Factory (ICF), die auf eine Konstruktion der Schweizerische Wagons- und Aufzügefabrik AG Schlieren-Zürich (Schlieren) zurückgehen.

## Geschichte
Der Name Shatabdi bedeutet in Hindi Jahrhundertfeier. Die Zuggattung wurde 1988 anlässlich des 100. Jahrestags des Geburtstags von Jawaharlal Nehru eingeführt. Weitere Schnellzug-Zuggattungen sind der etwas luxuriösere Swarna Shatabdi Express und der auf Langstrecken verkehrende Rajdhani Express, der Neu-Delhi mit den Hauptstädten der verschiedenen Bundesstaaten verbindet. Außerdem gibt es die Zuggattung Jan-Shatabdi-Express, die meist ohne Klimatisierung verkehrt und deshalb niedrigere Fahrpreise aufweist.

## Historische Bilder

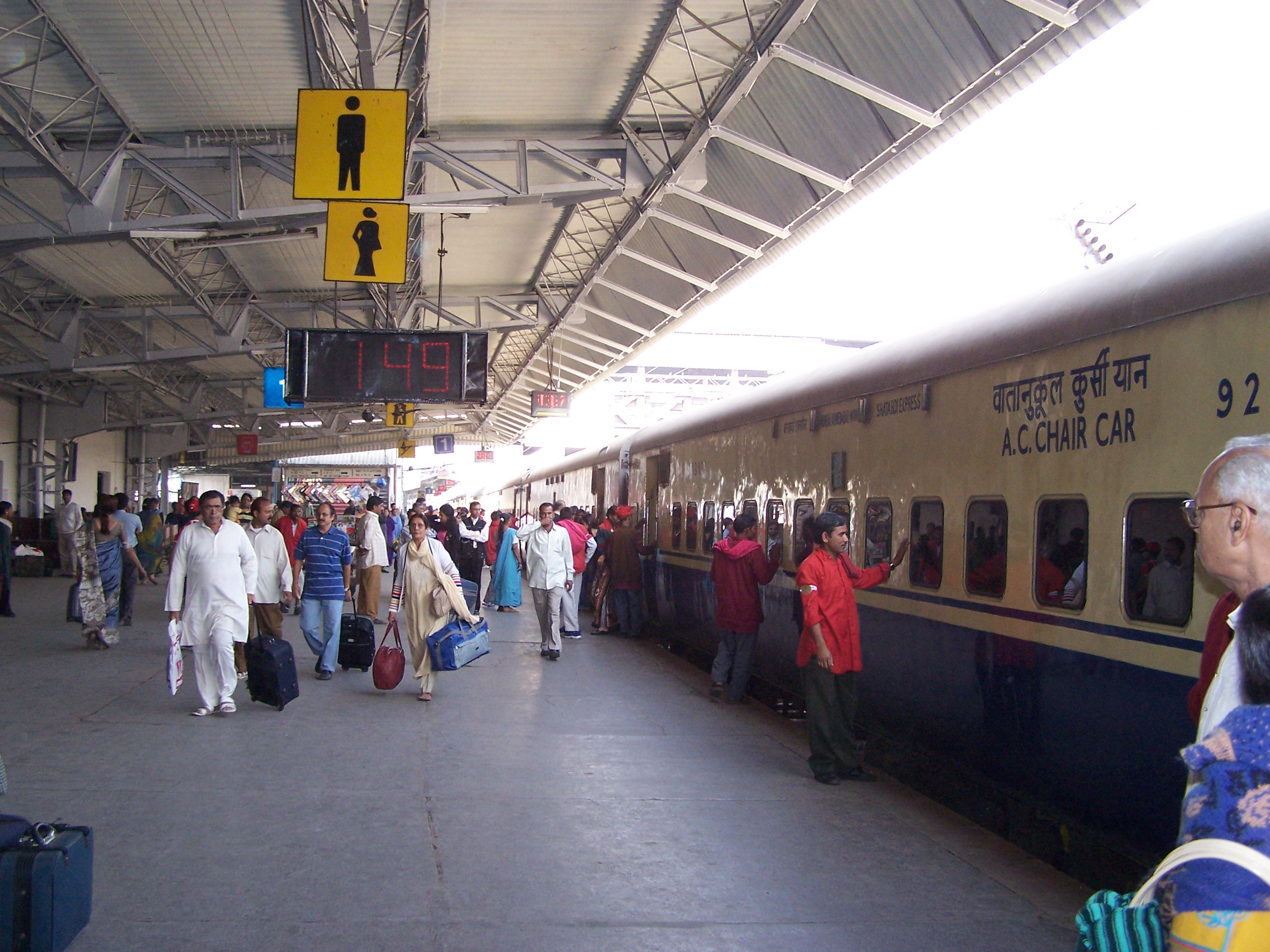
Bhopal Shatabdi mit ICF-Wagen (2005)
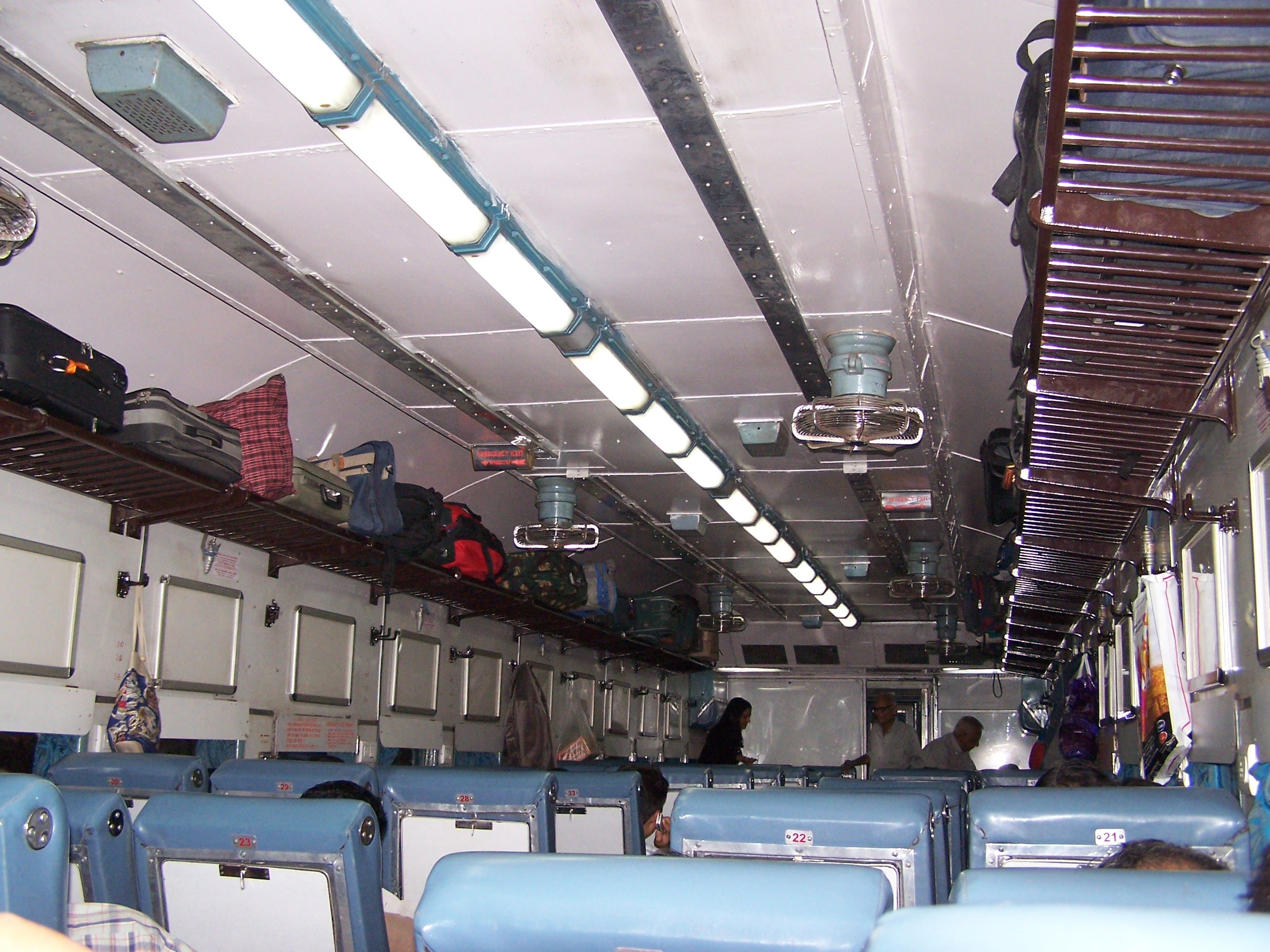
Innenansicht eines ICF-Wagens des Shatabdi-Express (2005)

## Liste der Shatabdi-Expresszüge
Es gibt 23 Shatabdi-Zugpaare:
| Start     | Ziel           | Zugname                            | Zugnr. hin | Zugnr. zurück | Reisezeit (hh:mm) | Entfernung (km) | Durchschnitts- geschwindigkeit (km/h) | Lokomotive    | Anzahl Wagen |
| --------- | -------------- | ---------------------------------- | ---------- | ------------- | ----------------- | --------------- | ------------------------------------- | ------------- | ------------ |
| Chennai   | Bengaluru      | Shatabdi Express                   | 12027      | 12028         | 5:00              | 362             | 72,4                                  | WAP-7         | 16           |
| Chennai   | Coimbatore     | Shatabdi Express                   | 12243      | 12244         | 7:00              | 497             | 71                                    | WAP-7         | 10           |
| Chennai   | Mysore         | Shatabdi Express                   | 12007      | 12008         | 7:00              | 500             | 71,4                                  | WAP-7         | 16           |
| Howrah    | Ranchi         | Shatabdi Express                   | 12019      | 12020         | 7:05              | 426             | 60,1                                  | WAP-7         | 11           |
| Howrah    | New Jalpaiguri | Shatabdi Express                   | 12041      | 12042         | 8:05              | 561             | 69,4                                  | WAP-7         | 11           |
| Howrah    | Puri           | Shatabdi Express                   | 12277      | 12278         | 7:45              | 502             | 64,8                                  | WAP-7         | 13           |
| Mumbai    | Ahmedabad      | Shatabdi Express                   | 12009      | 12010         | 6:45              | 491             | 72,7                                  | WAP-7         | 21           |
| Neu-Delhi | Ajmer          | Ajmer Shatabdi                     | 12015      | 12016         | 6:55              | 444             | 64,2                                  | WDP-4B        | 16           |
| Neu-Delhi | Amritsar       | Amritsar Shatabdi                  | 12013      | 12014         | 6:05              | 448             | 73,6                                  | WAP-7 WAP-5   | 18           |
| Neu-Delhi | Amritsar       | Amritsar Shatabdi                  | 12031      | 12032         | 5:05              | 448             | 88,1                                  | WAP-7 WAP-5   | 16           |
| Neu-Delhi | Amritsar       | Swarna Shatabdi                    | 12029      | 12030         | 5:05              | 448             | 88,1                                  | WAP-7         | 19           |
| Neu-Delhi | Bhopal         | Bhopal Shatabdi / NDLS Shatabdi Ex | 12002      | 12001         | 7:50              | 701             | 89,5                                  | WAP-5         | 18           |
| Neu-Delhi | Chandigarh     | NDLS CDG Shatabdi                  | 12045      | 12046         | 3:25              | 266             | 77,8                                  | WAP-7 WAP-5   | 12           |
| Neu-Delhi | Dehradun       | Dehradun Shatabdi                  | 12017      | 12018         | 5:50              | 320             | 54,9                                  | WAP-7         | 16           |
| Neu-Delhi | Firozpur       | NDLS BTI Shatabdi                  | 12047      | 12048         | 4:45              | 299             | 62,9                                  | WDM-3A        | 10           |
| Neu-Delhi | Kalka          | Kalka Shatabdi                     | 12005      | 12006         | 3:55              | 303             | 77,4                                  | WAP-7         | 17           |
| Neu-Delhi | Kalka          | Kalka Shatabdi                     | 12011      | 12012         | 4:05              | 303             | 74,2                                  | WAP-7         | 17           |
| Neu-Delhi | Kanpur         | NDLS CNB Shatabdi                  | 12034      | 12033         | 5:00              | 437             | 87,4                                  | WAP-7         | 18           |
| Neu-Delhi | Kathgodam      | ANVT KGM Shatabdi                  | 12040      | 12039         | 5:15              | 271             | 51,6                                  | WDP-4B        | 13           |
| Neu-Delhi | Lucknow        | LJN Swran Shatabdi                 | 12004      | 12003         | 6:15              | 511             | 81,8                                  | WAP-7         | 20           |
| Neu-Delhi | Ludhiana       | NDLS LDH Shatabdi                  | 12037      | 12038         | 5:25              | 329             | 60,7                                  | WDM-3A WDP-4D | 10           |
| Neu-Delhi | Moga           | NDLS Moga Shatabdi                 | 12043      | 12044         | 7:05              | 398             | 56,2                                  | WDM-3A WDP-4D | 13           |
| Pune      | Secunderabad   | Shatabdi Express                   | 12025      | 12026         | 8:30              | 597             | 70,2                                  | WDP-4D        | 13           |